# Chrysostomos Dimitriou
Chrysostomos Dimitriou (griechisch Χρυσόστομος Δημητρίου; * 1889 in Piräus, Griechenland; † 22. Oktober 1958 in Athen), auch bekannt unter seinen Bischofsnamen Chrysostomos von Zakynthos und Chrysostomos von Trifylia und Olympia, war während des Zweiten Weltkriegs griechisch-orthodoxer Bischof der Insel Zakynthos und nach dem Krieg bis zu seinem Tod Bischof von Trifylia und Olympia. Gemeinsam mit dem Bürgermeister Loukas Carrer und in geringerem Maße auch mit Alfred Lüth rettete Dimitriou die Juden der Insel Zakynthos vor dem Holocaust. Dafür wurde ihnen der Titel Gerechter unter den Völkern verliehen.

## Biografie

### Vor dem Zweiten Weltkrieg
Chrysostomos Dimitriou wurde 1889 in der Stadt Piräus, dem Haupthafen von Athen, geboren. Er studierte Theologie an der Theologischen Schule von Athen und wurde im Juli 1916 zum Diakon und am 11. März 1917 von Theoklitos I. von Athen zum Priester geweiht. Er diente dann als Prediger in der Diözese von Demetrias und Theben, bevor er zum Theologiestudium nach München geschickt wurde, wo er Deutsch lernte. Während seines Aufenthalts in München traf er einen jungen Adolf Hitler und sie tauschten sich über den Nationalsozialismus aus.
Nach seiner Rückkehr nach Griechenland wurde er zum Sekretär des Heiligen Synods der Kirche von Griechenland ernannt, bevor er zum Metropoliten von Zakynthos geweiht wurde. Seit Beginn seiner Tätigkeit in Zakynthos zeigte er Sympathie für die Juden der Insel und wurde dafür von orthodoxen Fanatikern kritisiert. 1935 schloss er sich der Sekte der Alt-Kalendarier an, doch nachdem er vom Heiligen Synod verurteilt worden war, tat er öffentlich Buße und wurde wieder als rechtmäßiger Metropolit von Zakynthos zugelassen. Während seines Bischofsamtes engagierte er sich auch in den religiösen Fragen seiner Zeit. Er war einflussreich in einer der beiden religiösen Gesangsbewegungen in Griechenland zu dieser Zeit, insbesondere durch die Unterstützung von Ioannis Sakellaridis.

### Zweiter Weltkrieg
Ab Winter 1940 war die Insel zunächst von den Italienern besetzt. Er setzte sich für die Kriegsgefangenen ein, um ihre Freilassung zu erreichen. Er wurde von den Behörden verhaftet und für ein Jahr nach Athen verbannt, bevor er in sein Bistum zurückkehrte. Am 9. September 1943, sechs Tage nach der Kapitulation Italiens, nahmen die Deutschen die Insel in Besitz. Die Nazis begannen, Pläne zur Deportation der Juden von der Insel zu schmieden, die den Holocaust bisher überlebt hatten. Die Verwaltung der Insel unterstand den Nazi-Besatzungsbehörden, insbesondere dem deutschen Polizeichef Baerens und dem Oberst der Wehrmacht, Alfred Lüth.
Sie baten den Metropoliten und Bürgermeister Loukas Carrer, ihnen eine Liste der auf der Insel lebenden Juden auszuhändigen, um mit der Deportation beginnen zu können. Dimitriou bat Loukas Carrer, die Liste zu verbrennen, und ging zum deutschen Gouverneur Lüth. Er sagte ihm, dass die Juden auf der Insel "Teil seiner Herde" seien und dass er ihm die Liste nicht geben könne, schrieb schließlich aber seinen Namen auf ein Stück Papier und sagte: "Hier ist die Liste". In anderen Gesprächen mit dem Gouverneur soll er erklärt haben, dass die Juden "nie jemanden belästigt" hätten, dass sie "wie andere Griechen" seien und dass es "die Bevölkerung von Zakynthos sehr kränken würde, wenn sie die Insel verlassen würden". Angeblich hätte Chrysostomos Dimitriou den Gouverneur auch mit einem Diamanten bestochen. Chrysostomos bezeichnete die Juden als "geistige Brüder", auch wenn sie nicht orthodox waren.
Nachdem er die jüdische Gemeinde gewarnt hatte, versprach er ihr, dass die griechischen Inselbewohner sie beschützen würden, und trotz der Versuche der Deutschen, die Deportation fortzusetzen, gelang es der jüdischen Gemeinde von Zakynthos, der Deportation und dem Holocaust zu entkommen. Möglich wurde dies durch die Hilfe der Bergdörfer, die die Juden verstecken konnten. Historikern zufolge wurde auf diese Weise die gesamte Bevölkerung von 275 Juden auf der Insel gerettet. Darüber hinaus engagierte sich auch seine Familie im Widerstand, wie seine Schwester Vassiliki Stravolemos, die ebenfalls Deutsch sprach. So konnte sie mit Hilfe von deutschen Ärzten die medizinische Behandlung kranker Juden direkt im deutschen Krankenhaus organisieren.
Daraufhin soll er ein Telegramm an Adolf Hitler geschickt haben, in dem er erklärte, dass die Juden der Insel unter seinem  Schutz stünden. Dieses Telegramm wurde von Personen, die ihm nahe standen, eingesehen, ging aber durch ein Erdbeben verloren, so dass seine Echtheit schwer zu bestätigen oder zu leugnen ist. Dimitriou sagte, er sei den Anweisungen des Erzbischofs von Athen, Damaskinos, gefolgt, der erklärte: "Ich habe mein Kreuz auf mich genommen. Ich habe mit dem Herrn gesprochen und mich entschlossen, so viele jüdische Seelen wie möglich zu retten."
Einer in der jüdischen und orthodoxen Gemeinde von Zakynthos weit verbreiteten Legende zufolge soll er persönlich die Abfahrt eines Konvois von etwa sechzig Deportierten verhindert haben, das sie abholen sollte. Dabei handelt es sich jedoch um eine Legende, da die Juden nie tatsächlich auf der Insel gefangen genommen und verhaftet wurden; sie wurden in den Bergen versteckt.

### Nach dem Zweiten Weltkrieg
Nach dem Krieg finanzierte die jüdische Gemeinde ihm zu Ehren die Glasfenster der Kirche des Heiligen Dimitrios in Zakynthos, bevor er kurz vor seinem Tod in die Metropolie von Trifylia und Olympia versetzt wurde und am 22. Oktober 1958 in Athen starb.

## Vermächtnis
Am 7. November 1978 wurde er zusammen mit Loukas Carrer für seine Aktionen zum Schutz der Juden vor dem Holocaust mit dem Titel " Gerechter unter den Völkern" ausgezeichnet. Er gilt als eines der wichtigsten Beispiele für den griechischen Widerstand und den griechischen Kampf gegen den Holocaust.